# Ковалёв, Никита Григорьевич
Никита Григорьевич Ковалёв (20 декабря 1909 — 10 мая 1978) — полковник Советской Армии, участник Великой Отечественной войны, Герой Советского Союза (1944).

## Биография
Никита Ковалёв родился 20 декабря 1909 года в деревне Майское (ныне — Жлобинский район Гомельской области Белоруссии). После окончания трёх классов школы работал шофёром в Жлобине. В 1931 году Ковалёв был призван на службу в Рабоче-крестьянскую Красную Армию. В 1937 году окончил Ульяновское танковое училище. С февраля 1942 года — на фронтах Великой Отечественной войны. К ноябрю 1943 года гвардии майор Никита Ковалёв командовал батальоном 21-й гвардейской танковой бригады 5-го гвардейского танкового корпуса 38-й армии 1-го Украинского фронта. Отличился во время битвы за Днепр.
1 ноября 1943 года во время боёв на плацдарме на западном берегу Днепра в районе села Новые Петровцы Вышгородского района Киевской области Украинской ССР батальон Ковалёва освободил это село, уничтожив 11 танков, 2 самоходные артиллерийские установки, 14 миномётов, 12 артиллерийских орудий. В период с 3 по 8 ноября 1943 года батальон уничтожил ещё 6 вражеских танков, 50 артиллерийских орудий и миномётов, 124 пулемёта, большое количество другой боевой техники и живой силы.
В дальнейшем Ковалёв участвовал в советско-японской войне. После её окончания продолжил службу в Советской Армии. В 1945 году окончил курсы усовершенствования командного состава, в 1953 году — Ленинградскую высшую бронетанковую школу. В 1955 году в звании полковника был уволен в запас. Проживал и работал в Минске. Скончался 10 мая 1978 года.

## Награды
Указом Президиума Верховного Совета СССР от 24 апреля 1944 года гвардии майор Никита Ковалёв был удостоен высокого звания Героя Советского Союза с вручением ордена Ленина и медали «Золотая Звезда».
Был также награждён двумя орденами Красного Знамени, орденом Красной Звезды.
Медали: «За боевые заслуги» (03.11.1944), «За победу над Германией в Великой Отечественной войне 1941—1945 гг» (09.05.1945), «За победу над Японией» (30.09.1945).

## Память
В 2009 году «Белпочта» выпустила маркированный художественный конверт «Герой Савецкага Саюза Кавалёў М. Р. 1909–1978».
Имя Н. Г. Ковалёва на Аллее Героев в Жлобине (Гомельская область).